# Distretto di Guantian
Il distretto di Guantian (官田區S, Guāntián QūP) è un distretto della città di Tainan, situata a Taiwan.